# Ciguatera
A ciguateramérgezést a meleg trópusi vizekben élő, toxinokkal szennyezett halak fogyasztása okozhatja. Ezeket a toxinokat egyes mikroszkopikus tengeri élőlények, az úgynevezett dinoflagellaták termelik, melyek elszaporodnak a halakban, miután azok elfogyasztják őket. A tápláléklánc során a méreganyagok felhalmozódnak: a kisebb halakat megeszik a nagyobb halak, majd azokat az emberek. A toxinok a halak májában, fejében és bélrendszerében koncentrálódnak.
A ciguatoxint termelő Gambierdiscus toxicus a halott korallzátonyokon szaporodik, és élettere az éghajlatváltozással egyre inkább nő.
Évente több mint 50 000 ciguateramérgezés fordul elő világszerte, ez leginkább a Csendes- és Indiai-óceán területét, illetve a Karib-tenger vidékét érinti.